# Saint-Paul-le-Gaultier
Saint-Paul-le-Gaultier ist eine französische Gemeinde mit 276 Einwohnern (Stand: 1. Januar 2022) im Département Sarthe in der Region Pays de la Loire; sie gehört zum Arrondissement Mamers und zum Kanton Sillé-le-Guillaume. Die Einwohner werden Saint-Paulois genannt.

## Geographie
Saint-Paul-le-Gaultier liegt etwa 49 Kilometer nordnordwestlich von Le Mans und etwa 18 Kilometer westsüdwestlich von Alençon. Umgeben wird Saint-Paul-le-Gaultier von den Nachbargemeinden Saint-Léonard-des-Bois im Norden, Sougé-le-Ganelon im Osten, Saint-Georges-le-Gaultier im Süden, Saint-Mars-du-Désert im Südwesten, Averton im Westen und Nordwesten sowie Gesvres im Nordwesten.

## Bevölkerungsentwicklung
| 1962                      | 1968 | 1975 | 1982 | 1990 | 1999 | 2006 | 2013 |
| ------------------------- | ---- | ---- | ---- | ---- | ---- | ---- | ---- |
| 544                       | 488  | 446  | 355  | 264  | 260  | 273  | 294  |
| Quelle: Cassini und INSEE |      |      |      |      |      |      |      |

## Sehenswürdigkeiten
- Kirche Saint-Pierre-Saint-Paul aus dem 12. Jahrhundert

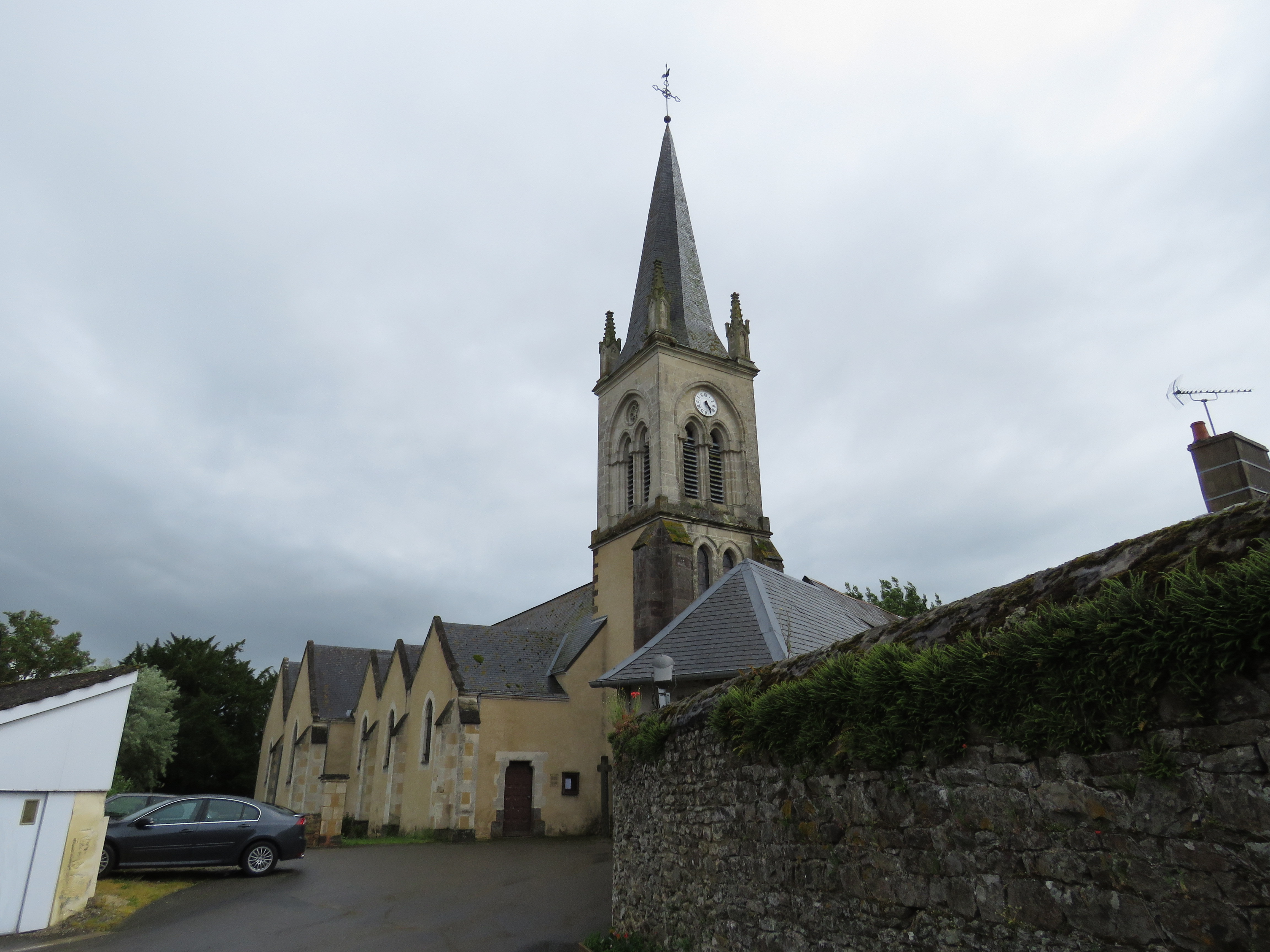
Kirche Saint-Pierre-Saint-Paul